# 352 до н. е.

## Події
- Битва на Крокусовому полі
- цар Вірменії Ваан Гайкід

## Народились
- Фессалоніка, дочка Філіппа ІІ Македонського.